# Xã Orange, Quận Lincoln, Kansas
Xã Orange (tiếng Anh: Orange Township) là một xã thuộc quận Lincoln, tiểu bang Kansas, Hoa Kỳ. Năm 2010, dân số của xã này là 68 người.